# Шанцер, Евгений Виргильевич
Евгений Виргильевич Ша́нцер (13 [26] декабря 1905, Москва — 24 ноября 1987, Москва) — советский учёный-геолог, доктор геолого-минералогических наук (1948), профессор (с 1950 года). Специализировался на геологии четвертичных отложений и классификации генетических типов континентальных осадков. Профессор и заведующий кафедрой исторической геологии МГРИ. Старший научный сотрудник Геологического института АН СССР (1959). Был президентом Комиссии по литологии и генезису четвертичных отложений, членом Бюро Межведомственного Стратиграфического комитета. Являлся заместителем главного редактора монографии «Стратиграфия СССР».

## Биография
Родился 13 (26) декабря 1905 года в Москве, в семье революционера, Виргилия Леоновича Шанцера (Марата) (1867—1911).
В 1923—1931 годах учился в МГУ, c 1930 года факультет преобразован в Московском геологоразведочном институте (МГРИ), в летнее время работал коллектором в экспедициях.
В октябре 1930 года стал ассистентом кафедры исторической геологии МГРИ. Преподавал курсы исторической геологии, четвертичной геологии, биостратиграфии, геологии СССР. Занимался исследованием четвертичных отложений Белоруссии, Поволжья и Прикамья, Кавказского побережья Чёрного моря. Вместе с Н. И. Николаевым и М. П. Казаковым в 1934 году организовал и провёл первую геологическую практику МГРИ в Крыму.
С 1938 года — доцент МГРИ, защитил кандидатскую диссертацию.
В октябре 1941 года добровольцем ушёл на фронт, был в партизанского отряде «Красная Пресня». В битве за Москву был ранен, в 1943 году был демобилизован.
В октябре 1943 года продолжил преподавание во МГРИ и поступил в докторантуру Института геологических наук АН СССР.
В 1948 году защитил докторскую диссертацию.
В 1949 году становится профессором, заведующим кафедрой исторической геологии МГРИ.
Наибольшую известность Е. В. Щанцеру принесла, ставшая классической, монография «Аллювий равнинных рек умеренного пояса и его значение для познания закономерностей строения и формирования аллювиальных свит» (1951), защищенная в качестве докторской диссертации. В этой работе впервые была изложена нормальная схема строения аллювиальных свит, проанализированы процессы накопления аллювиальных фаций и другие закономерности накопления речных отложений.
С 1956 года по совместительству работал в Геологическом институте (ГИН) АН СССР, старший научный сотрудник отдела геологии четвертичных отложений.
С 1959 года — старший научный сотрудник ГИН АН СССР.
С 1964 года — заведующий лабораторией генетических типов континентальных отложений, в дальнейшем переименована в лабораторию литологии континентальных отложений.
25 февраля 1980 года вышел на пенсию, но остался на должности старшего научного сотрудника-консультанта до 13 марта 1981 года.
Скончался 24 ноября 1987 года, похоронен в Москве, на Николо-Архангельском кладбище.

## Семья
Жена — Тамара Михайловна Микулина (1902—1993), доцент кафедры исторической геологии МГРИ.
- Сын — Алексей (род. 1934), геолог.
  - Внук — Иван — ботаник в ГБС РАН, доктор биологических наук.
- Дочь — Виргиния (род. 1929).

## Награды и премии
- 1944 — Медаль «За оборону Москвы»
- 1945 — Медаль «За доблестный труд в Великой Отечественной войне 1941—1945 гг.»
- 1947 — Медаль «В память 800-летия Москвы»
- 1950 — Орден «Знак Почёта», за долголетнюю педагогическую раоту в ВУЗе[9].
- 1951 — Премия имени А.Д. Архангельского, за работу «Аллювий равнинных рек умеренного пояса и его значение для познания закономерностей строения и формирования аллювиальных свит»[10]
- 1956 — Медаль «Китайско-советская дружба», за работу в Китае (4 мес. 1956).
- 1965 — Юбилейная медаль «Двадцать лет Победы в Великой Отечественной войне 1941—1945 гг.»
- 1967 — Юбилейная медаль «50 лет Вооружённых Сил СССР»
- 1970 — Медаль «В ознаменование 100-летия со дня рождения Владимира Ильича Ленина»
- 1975 — Юбилейная медаль «Тридцать лет Победы в Великой Отечественной войне 1941—1945 гг.»
- 1985 — орден Отечественной войны II степени[11].

## Членство в организациях
- 1943 — ВКП(б)/КПСС
- Советская секция INQUA, председатель постоянной комиссии INQUA по литологии и генезису четвертичных отложений (1961)
- Комиссия по изучению четвертичного периода.
- Межведомственный стратиграфический комитет СССР, председатель постоянной комиссии по четвертичной системе.
- Межведомственная геоморфологическая комиссия.
- Депутат Красно-Пресненского райсовета Москвы (1957—1959).